# Definición Pre-Libertadores Femenina (Chile)
La definición Pre-Libertadores Femenina  o definición Chile 2 fue una competición de fútbol de Chile consistente en un partido clasificatorio para la Copa Libertadores Femenina, jugada desde 2019 hasta 2023.
Su organización estuvo a cargo de la Asociación Nacional de Fútbol Profesional de Chile (ANFP).
El último campeón fue  Universidad de Chile.

## Historia
En 2019 la Conmebol le otorga un segundo cupo para Chile para las siguientes ediciones de la Copa Libertadores Femenina, la Asociación Nacional de Fútbol Profesional de Chile decide hacer un partido clasificatorio para el segundo cupo o demoninado Definición Chile 2, la primera versión fue en el mismo año 2019 entre Colo-Colo como el mejor rendimiento en el ranking histórico de los últimos 10 años de los torneos femeninos organizados por la ANFP, y Palestino como vicecampeón de torneo de Primera División Femenina de 2018.
En 2021 se realiza la segunda definición del Chile 2 pero clasificatorio a la Copa Libertadores 2020 entre Colo-Colo (vicecampeón del Primera División Femenina de 2019) y  Universidad de Chile (vicecampéon del Torneo de Transición 2020).
En 2022 y 2023 se realizaron las 2 últimas versiones donde jugaron los vicecampeones de los torneos 2021 y 2022 contra el mejor de la Primera Rueda de los torneos 2022 y 2023 donde ganaron su cupo de Chile 2 Santiago Morning y  Universidad de Chile respectivamente.
La versión de 2023 será la última versión, ya que la ANFP confirmó que los próximos clasificados a Copa Libertadores Femenina serán los Campeones y Vicecampeones de Primera División.

## Palmarés
| Año          | Campeón              | Subcampeón       |
| ------------ | -------------------- | ---------------- |
| 2019 Detalle | Colo-Colo            | Palestino        |
| 2020 Detalle | Universidad de Chile | Colo-Colo        |
| 2021         | No se disputó        | No se disputó    |
| 2022 Detalle | Santiago Morning     | Colo-Colo        |
| 2023 Detalle | Universidad de Chile | Santiago Morning |

## Títulos por equipo
| Club                 | Campeón | Torneo      |
| Universidad de Chile | 2       | 2020 y 2023 |
| Colo-Colo            | 1       | 2019        |
| Santiago Morning     | 1       | 2022        |

## Participaciones
| Club                 | Participaciones | Torneo            |
| Colo-Colo            | 3               | 2019, 2020 y 2022 |
| Universidad de Chile | 2               | 2020 y 2023       |
| Santiago Morning     | 2               | 2022 y 2023       |
| Palestino            | 1               | 2019              |